# Brigadoon (1964)
Brigadoon is een Nederlandse voor de NCRV geproduceerde musicalfilm uit 1964 onder regie van Paul Cammermans. De film is gebaseerd op de gelijknamige Broadwaymusical uit 1947 en heeft Jenny Arean in de hoofdrol.

## Verhaal
In de Schotse Hooglanden ligt het dorpje Brigadoon, waar op een dag de Amerikanen Tommy Albright en Jeff Douglas arriveren. Tommy en dorpbewoonster Fiona worden verliefd op elkaar. Al gauw komen de Amerikanen tot de ontdekking dat de bewoners nog leven zoals men in de vroege 18e eeuw deed. Ze gaan uit op onderzoek en krijgen van de heer Forsyth het verhaal van Brigadoon te horen. Forsyth waarschuwt hem dat geen enkele bewoner het dorp mag verlaten, omdat het wonder van Brigadoon dan zal verdwijnen. Tommy vertrouwt de situatie niet en verlaat het dorp, maar beseft al gauw dat hij niet zonder Fiona kan leven en keert terug.

## Rolverdeling
| Acteur              | Personage          |
| ------------------- | ------------------ |
| Jenny Arean         | Fiona MacKeith     |
| Eric van der Donk   | Tommy Albright     |
| Ellen van Hemert    | Jean MacKeith      |
| Luc Lutz            | Jeff Douglas       |
| Joekie van der Valk | Meg Brockie        |
| Winnifred Bosboom   | Jane MacKeith      |
| Jacco van Renesse   | Charlie Cameron    |
| Rien van Nunen      | Meneer Murdock     |
| John Leddy          | Harry Ritchie      |
| Matthieu van Eysden | Donald Ritchie     |
| Maarten Kapteyn     | Andrew MacKeith    |
| Henk Angenent       | Mac Gregor         |
| Piet Hendriks       | Angus MacMonies    |
| Stuart Cameron      | Nol Stanowsky      |
| Nico Schömakers     | Frank de barkeeper |

## Productie
Voor bewerking werden meer dan honderd kostuums gemaakt. De acteurs repeteerden meer dan drie weken lang en de opnamen werden in enkele dagen vervuld in studio A te Hilversum.

## Ontvangst
De recensies voor de film waren welgesteld. De Telegraaf beschreef deze bewerking van Brigadoon als "muzikaal klankvol en aantrekkelijk, eigenlijk nog meer operette dan musical. En de uitvoering was uiterlijk verzorgd, muzikaal geacheveerd en uitmuntend gespeeld, bovenal door Jenny Arean."
Het Vrije Volk schreef dat de film "iets te simpel [is] opgezet, maar het hartverwarmende enthousiasme waarmee vooral Jenny Arean, Eric van der Donk en Jacco van Renesse speelden en zongen, maakte veel, zo niet alles goed."

## Liedjes
- "Ouverture (Once in the Highlands)"
- "Brigadoon'" - Uitgevoerd door ensemble
- "Komt het zien" - Uitgevoerd door ensemble (Vertaling van Down in MacConnachy)
- "Laat me rustig wachten" - Uitgevoerd door Jenny Arean (Vertaling van Waitin' for my Dearie)
- "Naar huis" - Uitgevoerd door Jacco van Renesse (Vertaling van I'll Go Home with Bonnie Jean)
- "Geen nacht zo zacht als in de meimaand" - Uitgevoerd door Eric van der Donk, Jacco van Renesse en Jenny Arean (Vertaling van The Heather on the Hill)
- "Ongelukkige liefdes" - Uitgevoerd door Loeki van der Valk (Vertaling van The Love of my Life)
- "Jean is de bruid" - Uitgevoerd door ensemble (Vertaling van Jeanie's Packin' Up)
- "Het is bijna zoiets als verliefd" - Uitgevoerd door Eric van der Donk en Jenny Arean (Vertaling van Almost Like Being in Love)
- "Harry Beaton is dood" - Uitgevoerd door Matthieu van Eysden
- "Jij bent een dag en ik kleur je blauw" - Uitgevoerd door Jacco van Renesse, Eric van der Donk en Jenny Arean
- "Doedel diedel dom" - Uitgevoerd door Loeki van der Valk en ensemble